# Бехтерев, Глеб Николаевич
Глеб Никола́евич Бе́хтерев — советский дирижёр. Заслуженный деятель искусств Удмуртской АССР (1962). Участник Великой Отечественной войны.

## Биография
Глеб Николаевич Бехтерев родился 16 сентября 1925 года в Ижевске. В 1941 году он окончил 9 классов средней школы, и когда началась война, вместе с другом решил идти на фронт. Однако в военкомате в виду малого возраста ребят решили определить их в военное артиллерийское училище. В 1943 году, закончив училище, младший лейтенант Глеб Бехтерев был направлен на фронт командиром батареи, прошёл Минск, Украину, Люблин, Познань, форсировал Одер, участвовал в Берлинской наступательной операции. Закончил войну в Баварии в 1946 году. Был награждён орденами Красного Знамени (1944) и Отечественной войны I степени (1985), а также медалями.
После войны поступил на оперно-симфоническое отделение Московской государственной консерватории им. П. И. Чайковского (класс профессора Николая Павловича Аносова), которое окончил в 1955 году. В 1955—1966 годах являлся дирижёром Челябинского государственного театра оперы и балеты им. М. И. Глинки, в 1960—1969 годах — главным дирижёром Удмуртского музыкально-драматического театра (поставил оперы «Наталь» Г. А. Корепанова; балет «Италмас», оперу-балет «Чипчирган», оперу «Россиянка» Г. М. Корепанова-Камского). С 1969 по 1988 годы руководил симфоническим оркестром, в 1972—1992 годы — оркестром народных инструментов. Кроме того, с 1969 года преподавал в Ижевском музыкальном училище в классе специального дирижирования.

## Избранные произведения
- симфоническая фантазия на темы оперы Г. А. Корепанова «Наталь» (1970)
- хор «Здравствуй, май!» на слова О. А. Поскрёбышева (1971)